# Свято-Троицкий собор (Енотаевка)
Свя́то-Тро́ицкий собо́р — православный храм в селе Енотаевка Астраханской области, второй кафедральный собор Ахтубинской епархии Русской православной церкви.

## История
В 1832 году в Енотаевске был заложен собор в честь победы в Отечественной войне 1812 года. Собор строился по проекту петербургского архитектора Иосифа Шарлеманя (аналогичен проекту храма Святого князя Владимира в Петербурге при Орлово-Новосильцевском благотворительном заведении). Строительство было завершено в 1840 году.
В 1850-е годы храм был дополнен приделами по бокам от трапезной. При Свято-Троицком соборе действовала воскресная школа.
5 сентября 1917 года в уездном городе Енотаевске была учреждена викарная кафедра.
В 1937 году собор был закрыт большевиками, которые после безуспешных попыток сломать храм устроили в нём склады. Большинство икон было уничтожено.
В 1988 году храм передали верующим, и с тех пор началось его восстановление.
12 июля 1990 года собор был освящён епископом Астраханским и Енотаевским Филаретом (Карагодиным).
14 сентября 2014 года на собор были установлены купола и кресты.

## Архитектура
Собор представляет собой ротонду с дорическим портиком и стройной колокольней и обладает уникальной акустикой.